# Gręboszów (województwo łódzkie)
Gręboszów (daw. Gręboszew) – wieś w Polsce położona w województwie łódzkim, w powiecie bełchatowskim, w gminie Drużbice, nad Grabią.
Wieś biskupstwa włocławskiego w powiecie piotrkowskim województwa sieradzkiego w końcu XVI wieku. 
W latach 1954–1961 wieś należała i była siedzibą władz gromady Gręboszew, po jej zniesieniu w gromadzie Drużbice. W latach 1975–1998 miejscowość administracyjnie należała do województwa piotrkowskiego.